# 定能飛向天空
《定能飛向天空》，是日本樂團SPITZ的第8張單曲和代表作之一。1994年4月25日發行。

## 簡介
是SPITZ的勵志歌曲，唱出了雖然充滿畏懼，但是「與你相遇的奇蹟，盈滿著我那胸臆」，相信一定能飛上天空展翅翱翔。加上後來成為校園電視劇《白線流》的主題曲，也成為了畢業定番曲之一。
歌曲PV的背景是一間舊醫院外面的綠地，拍攝場所是在茨城縣霞浦的一處廢棄建築外。
1994年4月就發行這張CD單曲，但當時並未受到太大關注，銷量約為5萬張。1995年SPITZ憑著《Robinson》一鳴驚人，但《定能飛向天空》的銷量也沒有跟隨顯著上升，不過SPITZ實力的彰顯為這首歌最後充實受到重視創造了條件。1996年1月播放的電視劇《白線流》就請求使用這首歌作為劇集的主題曲。成為主題曲之後，單曲迅速回榜大賣，終於在1996年2月12日付的Oricon公信榜單曲週榜上奪冠，這是SPITZ首次取得Oricon冠軍。不久單曲銷量竟突破百萬，成為當時史上耗時第二長、現時第三長銷量破百萬的單曲（僅次於山下達郎的《Christmas Eve》和中島美雪的《地上之星/前燈尾燈》）。
Oricon統計總銷量高達148.0萬，SPITZ的成員都表示如此出奇的高銷量困惑了他們。是1996年度日本單曲銷量第6位。 也是SPITZ迄今銷量第三高的單曲。

## 收錄曲目
1. 定能飛向天空（空も飛べるはず）
作詞、作曲：草野正宗；編曲：土方隆行&SPITZ
2. Baby Face（ベビーフェイス）
作詞、作曲：草野正宗；編曲：土方隆行&SPITZ